# Limopsis antillensis
Limopsis antillensis är en musselart som beskrevs av Dall 1881. Limopsis antillensis ingår i släktet Limopsis och familjen Limopsidae. Inga underarter finns listade i Catalogue of Life.